# Inti

A májusi nap, egy Inti napistenhez is köthető jelkép, amely látható Argentína és Uruguay zászlaján is.

Inti inka napisten, az inka dinasztia őse, a szivárvány istene az inka mitológiában. Az inka állam nemzeti védelmezőjeként tisztelték, a birodalom egyedüli urát, az inka császárt a napisten megtestesülésének tekintették. Bár a legtöbben Intit napistennek tekintik, helyesebb őt a nap fázisainak isteneként kezelni, formája a nap szakaszai szerint változik. A 9. inka császár, Pacsakutek Jupanki, az első történelmileg egyértelműen bizonyított inka uralkodó vezette be és terjesztette el kultuszát a birodalom védőisteneként a 15. század első felében. A legelterjedtebb elképzelés szerint Inti Virakocsa teremtő isten gyermeke volt. Tisztelete összemosódott fiának, Inkának kultuszával. Az inka uralkodók politikai okokból tették főistenné, így ők is osztoztak isteni jellegében, és a hatalmuk is nagyobbá vált. A téli napforduló szertartásán Intit jelképesen az Intihuatana oszlophoz kötözték, így biztosítván visszatérését a következő évben. 
Az inti szó nem kecsua eredetű, hanem a pukuina nyelvből származó jövevényszó. Ez megmagyarázza, hogy a történelmileg egymással nem rokon nyelvek, mint a kecsua, ajmara és a mapucse miért hasonló szavakkal jelölik a Napot. A hasonlóságok nemcsak nyelvi, hanem szimbolikus értelemben is kimutathatóak, mivel a mapucse és a közép-andoki világkép szerint a Nap (Inti/Antu) és a Hold (Killa/Cuyen) egymás házastársai.

## Legendák és történelem

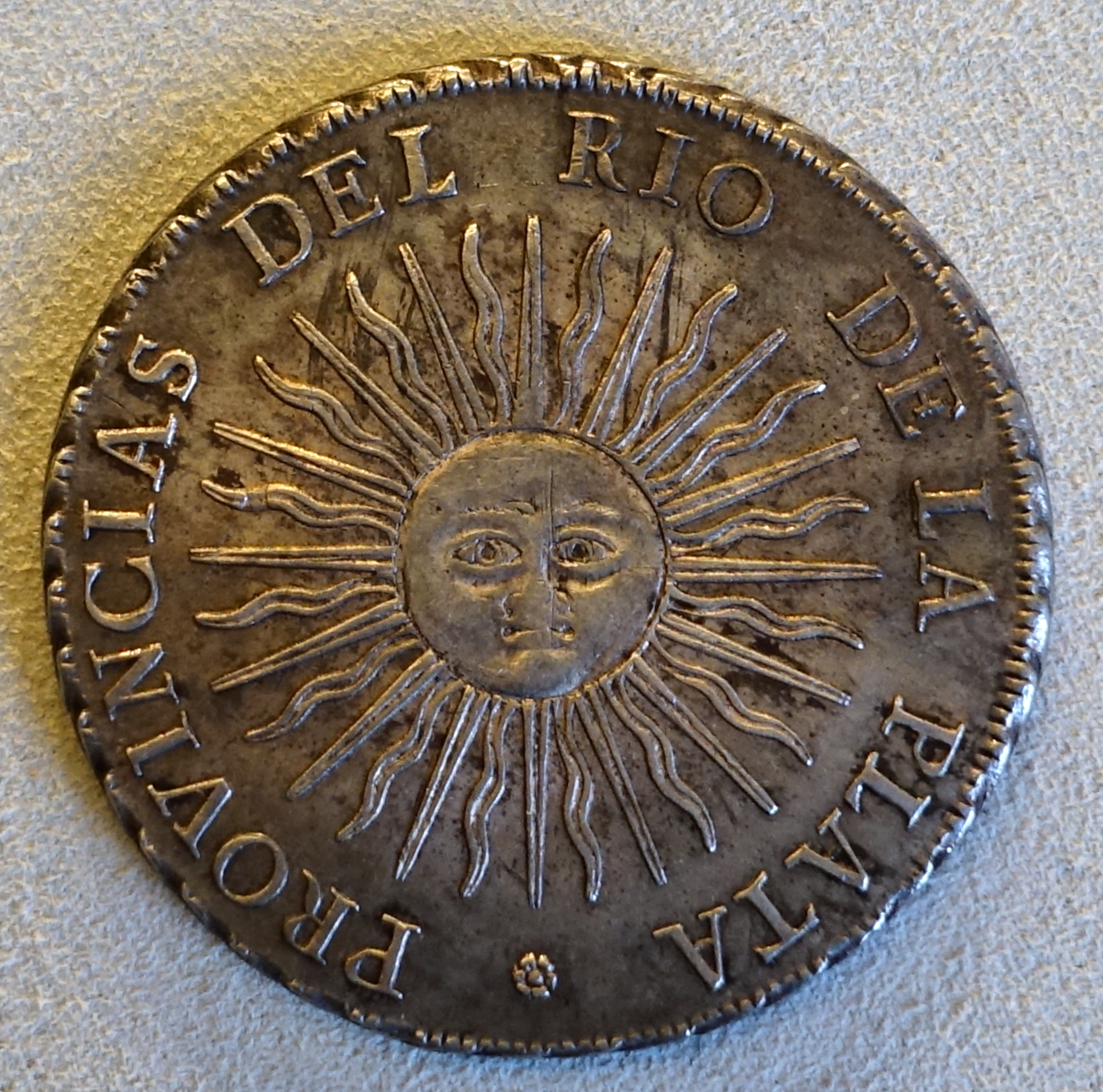
Egy 1813-as argentín reál Inti ábrázolásával. Bode-múzeum, Berlin.

Inti és felesége - aki egyben a húga is - Mama Killa (más formában leírva Mama Quilla) a Hold istennője általában jóságos istenségnek számítottak. Mama Killa két gyermeket szült férjének, közülük az egyik neve Inka volt. Az istenpár urdvartartását a szivárvány, a Plejádok, Vénusz és más égiek szolgálják. Manco Cápac-ot, az inkák alapító ősét Inti fiának tartották. A mítosz szerint Inti tanította Manco Cápac-nak és lányának, Mama Oclló-nak a civilizáció vívmányait. Egy másik legenda azonban Manco Cápac-ot Virakocsa fiának tartja, egy harmadik mítoszban Inti a föld istennőjének, Pachamama-nak és az ég istenének fia, Inti Pachamama második férje lesz. Van egy olyan mítosz is, amelyben Virakocsa és Inti között vita alakul ki arról, hogy mit is jelent a Nap megteremtése, és hogy külön istenként kell-e imádni, vagy a Nap csak egy a sok teremtmény közül.
Inti megparancsolta gyermekeinek, az embereknek, hogy építsék meg az inkák fővárosát azon a helyen, ahol az általuk magukkal vitt isteni aranyrudat a földbe szúrták. Az inkák úgy hitték, hogy ez Cusco városában történt. A Villak Umu Inti főpapja volt a második leghatalmasabb személy a birodalomban. Közvetlenül a Sapa Inka alatt állt, a címek viselői gyakran testvérek voltak. Az uralkodót és családját Inti leszármazottjának tartották.
A spanyol konkvisztádorok 1571-ben elfoglaltak egy nagy aranylemezt, amely Intit ábrázolta, és elküldték a pápának. Azóta eltűnt, és valószínűleg aranyrudakká olvasztották. 
Egyes források a Tivanakuban található napkapu központi alakját Intiként, mások Virakocsaként azonosítják.

## Tisztelete
Az inkák számos szertartást tartottak a Nap tiszteletére, hogy biztosítsák a Sapa Inka, és vele együtt a birodalom jólétét. A Nap a hegyvidéki népek, így az inkák számára is fontos volt, mert a nap fénye kellett a kukorica és más gabonafélék termesztéséhez. A Nap hőjét az eső okozójának is tartották. Az esős évszakban a Nap forróbb és fényesebb volt, míg a száraz évszakban gyengébb.

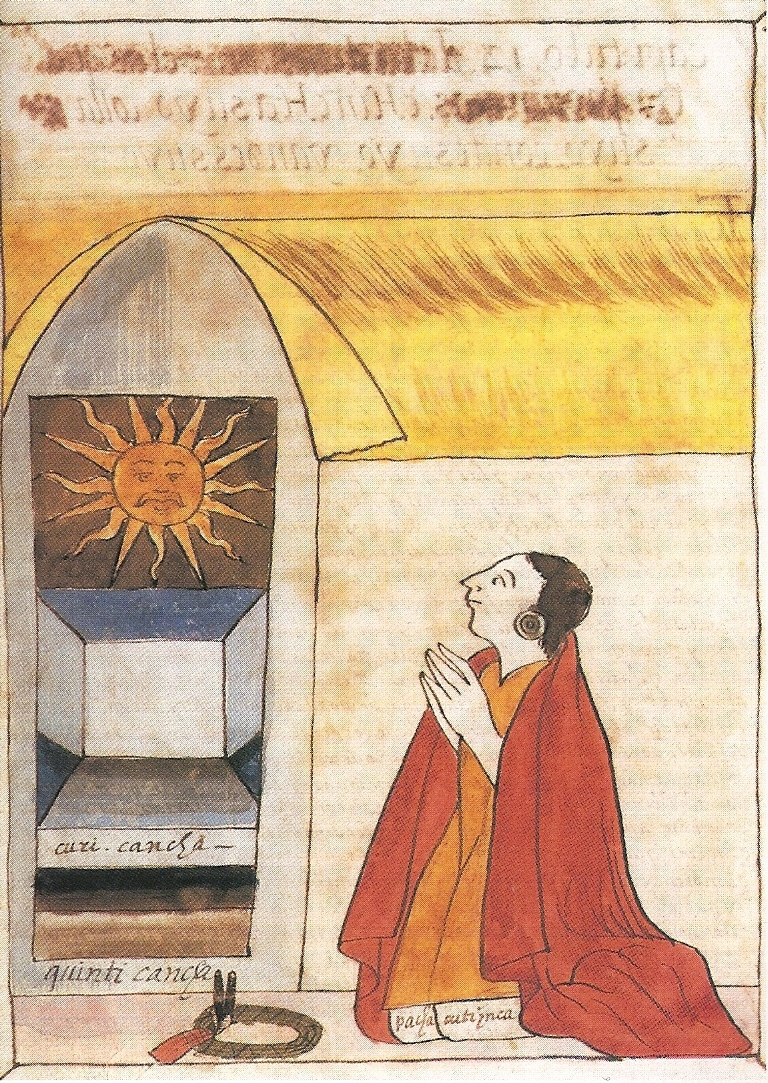
Pacsakutek Jupanki hódol Inti előtt a korikancsában. Martín de Murúa 1613-as rajza.

Az inkák az egész birodalomban nagy mennyiségű természeti és emberi erőforrást tartottak fenn Inti számára. Minden meghódított tartománynak az inkák utasítása szerint földjeinek és állatállományának egyharmadát fel kellett ajánlania Inti számára. Minden nagyobb tartományban volt egy Naptemplom is, ahol papok és papnők (mamakuna) voltak, a papnőket az akllakunák („kiválasztott nők”) közül válogatták ki, és ők szőttek különleges ruhákat és főztek csicsát (kukoricasör) az ünnepségekre és az Intinek bemutatott áldozatokra.
Az inka vallás legfontosabb temploma a cuscóban felépített Korikancsa volt. E templom falában fülkék voltak, amelyekben bizonyos ünnepek alkalmával a korábbi uralkodók múmiáit és különböző Inti-szobrokat állították fel. Néhány szobor emberi alakban ábrázolta az istent, testének közepén egy üreggel, amelyet aranyporból és az inkák királyainak szívéből származó hamuból készült keverékkel töltöttek meg.
Intit sugarakkal és emberi arccal ellátott aranykorongként ábrázolták. Számos ilyen korongot állítólag Cuscóban, valamint az egész birodalom szentélyeiben őriztek, különösen a Korikancsában, ahol a spanyol krónikások leírása alapján Inti legfontosabb ábrázolása volt. Ez a szobor, amelyet fülkarikák, mellpáncél és királyi fejpánt díszített, punchao néven volt ismert (vagy más írásmóddal punchaw). A spanyolok leírása szerint a szobor oroszlánokat és kígyókat is ábrázolt.
A papnőknek különleges feladatuk volt a napfordulók idején, mivel ekkor a nap állítólag megjövendölt egy halálesetet, amely véget vetett volna a császárok vérvonalának. A napéjegyenlőség után a mamakuna böjtölni kezdett, hogy átérezze Inti bánatát, ezáltal megértse, mi fog történni, és megakadályozza a rosszat.
Kultuszának egy másik eleme nem a papokat, hanem az inkák népét érintiette. Ugyanis ők a nap leszármazottainak tekintették magukat, pontosabban a nemességet. Ez oda vezetett, hogy amikor az inkák társadalmának egy magas rangú tagja utazott, azt Inti és nemzetük szimbólumaként tette, ami azt jelentette, hogy csak ők léphettek be bizonyos városokba, sőt, hogy egyáltalán utazhassanak a birodalomban. Az Inti tiszteletére felajánlott tárgyak között szerepeltek egyszerű imák, ételek, kokalevelek és szőtt ruhák, valamint állatok, és emberek is. Ünnepségeken gyakori volt számára a gyermekáldozat is
A templomokat gyakran a legszebb díszítéssel látták el, belső kialakításuk aranyból és más drágakövekből készült. Ezzel növelték azok státuszát, akik a napimádat céljából az épületben imádkoztak, és megmutatták, hogy a templomot olyan dicsőséggel ruházták fel, amelyet már nem a nép, hanem az isten használhatott.

## Inti Raymi

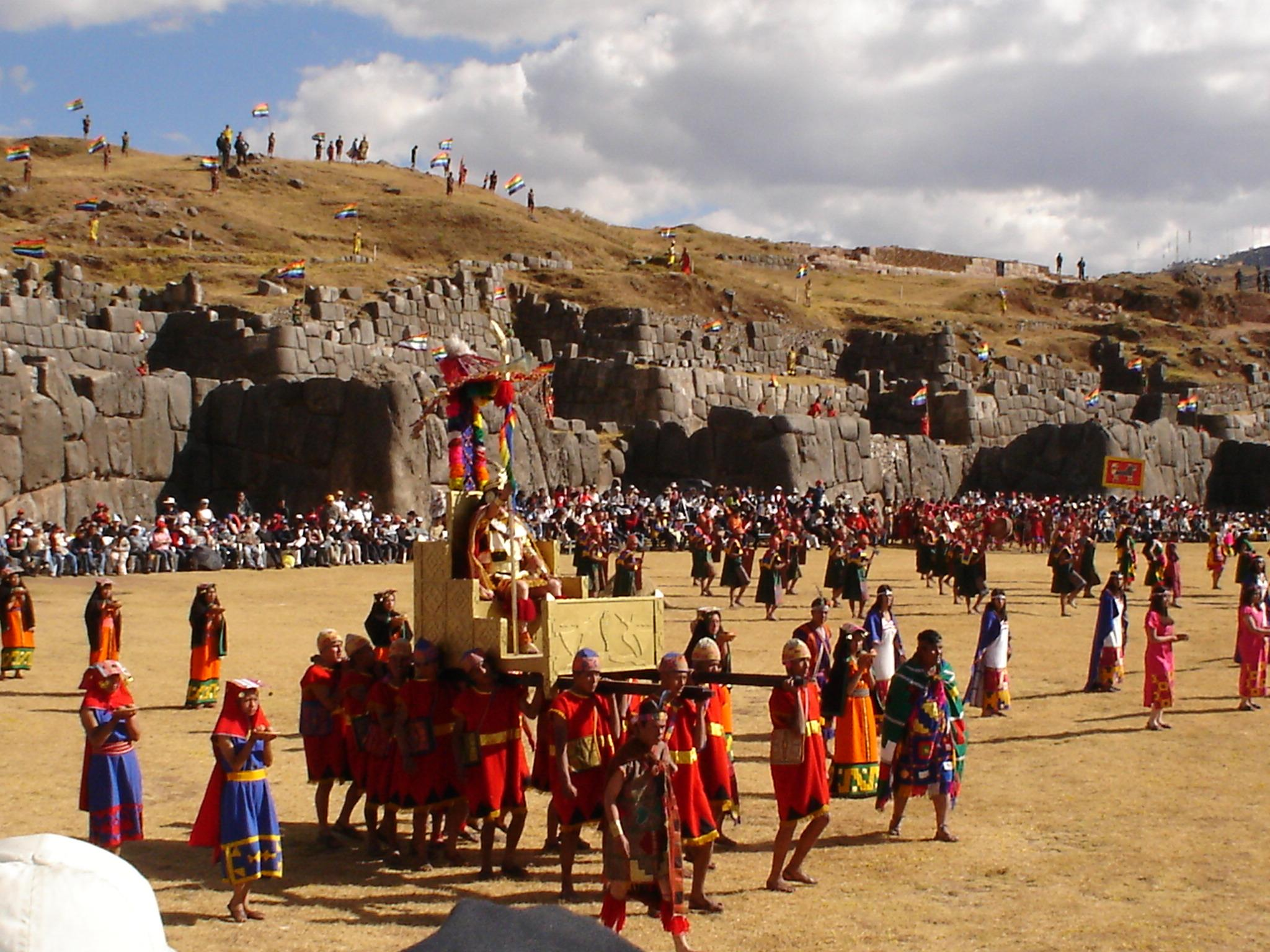
Inti Raymi ünnepség Cuscóban, Szacsayhuamán

Az Inti Raymi fesztivál a napisten előtt tiszteleg, és eredetileg az új vetési időszak kezdetét ünnepelte. Ma már évente sok turistát vonz Cuscóba, az inkák birodalmának ősi fővárosába. A fesztivál neve, Inti Raymi, magyarul „a Nap ünnepét" jelenti. Minden évben június 21-én, a téli napforduló idején rendezték és rendezik meg napjainkban is.
A fesztiválon Tawantinsuyu mind a négy régiója részt vett. A katonai parancsnokok, kormánytisztviselők és az alávetett területek urai a legjobb ruháikat vették fel, és a legjobb fegyvereiket és hangszereiket vitték magukkal.
Az Inti Raymi fesztivál előkészületei háromnapos böjttel kezdődtek, amelynek során nem gyújtottak tüzet, és az emberek tartózkodtak a szexuális vágyaktól. Az ünnepség kilenc napig tartott, és ez idő alatt az emberek rengeteg ételt és italt fogyasztottak. Az első napon számos áldozatot is bemutattak. A kilenc nap letelte után az inka engedélyével mindenki távozott.

## Inti három formája
A nap három szakaszának megfelelően Inti lénye is három fő formára oszlik, amelyek az apa, a fiú és a testvér. 
- Apu Inti („legfőbb Inti”). A napisten első formája, az apát képviseli, és néha „A Nap Ura” néven is nevezték.
- Csuri Inti, vagy „Fiú Inti”, aki Inti fiát, Inkát képviseli, gyakran „Nappal” (mint napszak) néven ismerik.
- Inti Wawki: „Nap testvér” vagy „Inti testvér” (Inti Wawqi, Inti-Guauqui, vagy Inti-Huaoqui formában is rögzítették). Inti Wawki a napisten harmadik formája, a birodalom alapító atyja és az állam őskultuszának középpontja.

A csillagászatban Apu Inti és Csuri Inti elválasztható egymástól egy csillagászati tengely mentén. Ez azért van, mert ők a nyári és a téli napfordulóhoz kapcsolódnak. Inti Wawki azonban nem kapcsolódik csillagászati eseményhez.
A nap szétválasztásával kapcsolatos másik fő elmélet inkább Inti feladataival kapcsolatos, mint a nap különböző szakaszaival. A hiedelem szerint az egyik nap a bolygónak fényt és meleget adó, az égen látható csillagot jelképezte, a nappalt, az időszakot, amikor a nap volt az égbolt legfényesebb pontja a hold helyett, a harmadik pedig a növények növekedésének erejét, ami a napimádat mezőgazdasági jelentőségéhez kapcsolódik.

## Szimbolikája
A nap már az inkák birodalma előtt is fontos szerepet töltött be az andoki kultúrában. Ez valószínűleg a mezőgazdaságnak ezekben a társadalmakban betöltött kiemelt jelentőségéből fakad, hiszen a legtöbb növény nem tud megélni állandó napfény nélkül. A napot az esővel és a felhők vízképző képességével is összekapcsolták, ami szintén elengedhetetlen a növények fejlődéséhez, és még inkább hangsúlyozza az élet, és különösen a mezőgazdaság fontosságát az andoki kultúrákban. Ezért lett az inkák körében Inti az az isten, akit a teremtő isten, Virakocsa mellett a leginkább tiszteltek.
A Nap egyértelműen fontos szerepet játszott az inkák civilizációjában, ami még a birodalom építészetében is megmutatkozik. Az ushnuk olyan épületek voltak, ahol a katonai vezetők hűséget fogadtak az inka uralkodónak, és ezek az épületek szoros kapcsolatban álltak a Nappal. Ezeket az épületeket úgy alakították ki, hogy az év bizonyos időszakaiban átsüssön felette a napfény, így kapcsolatot teremtve Intivel a szertartások idején. Ezen épületek léte egy újabb bizoníték arra, hogy az inkák a Napot kultúrájuk kulcsfontosságú elemének tekintették.
Amellett, hogy a napnak fontos szerepe volt az őslakosok kultúrájában és a vallásában, még mindig gyakran ábrázolják azokban az országokban, amelyek egykor az inka birodalomhoz tartoztak, bizonyítva, hogy bár az ősi vallás és kultúra már nem olyan meghatározó ezekben az országokban, mint egykor, a mitológia és kulturális elemek még ma is jelen vannak. Bár ezek az ábrázolások nem feltétlenül kapcsolódnak Intihez, a nap kulturális jelentősége egyértelműen átvészelte a különféle birodalmakat és az Andok gyarmatosítását.
Napszimbólum látható Bolívia, Argentína, Uruguay és Ecuador címerén, valamint Peru korábbi zászlaján is. Uruguay kivételével ezek az országok történelmileg mind az inka birodalomhoz tartoztak. A perui állam által adományozott legmagasabb kitüntetés, a Nap Rendje is Intihez kapcsolódik.
A májusi nap valószínűleg szintén Intihez nyúlik vissza, és megtalálható Argentína és Uruguay zászlaján. 1985 és 1991 között a perui fizetőeszköz neve Inti volt (korábban Sol de Oro, majd Nuevo Sol, jelenleg egyszerűen Sol).

## Inti modern kori ábrázolásai

Inti Peru zászlaján, José Bernardo de Tagle tervei szerint, 1822.
Peru második zászlaja Inti ábrázolásával (1822).
A májusi nap ábrázolása Argentína zászlaján.
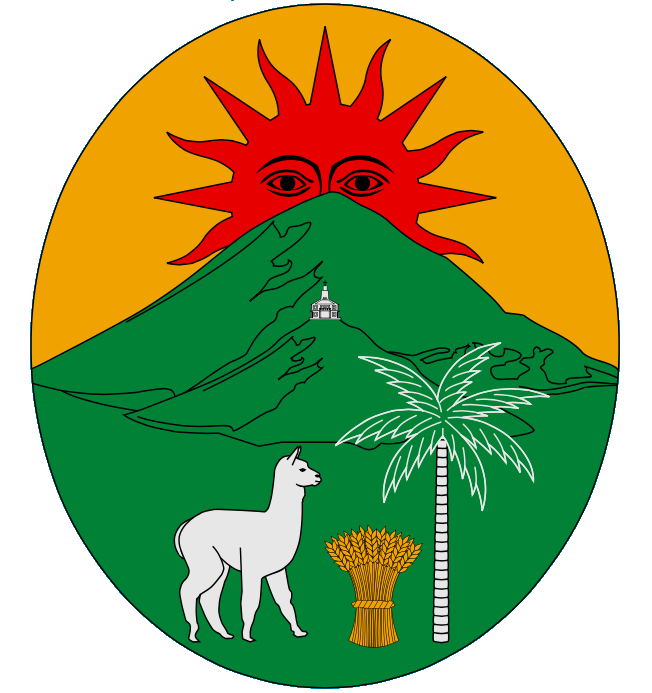
Bolívia címerének pajzsa, a hegyek fölé emelkedő Intivel.
Ecuador címerének pajzsa, Intivel az égen.

## Fordítás
Ez a szócikk részben vagy egészben  az   Inti című angol Wikipédia-szócikk ezen változatának fordításán alapul.  Az eredeti cikk szerkesztőit annak laptörténete sorolja fel. Ez a jelzés csupán a megfogalmazás eredetét és a szerzői jogokat jelzi, nem szolgál a cikkben szereplő információk forrásmegjelöléseként.